# Dan Moore
Dan Moore Jr. (Beaumont, 28 settembre 1998) è un giocatore di football americano statunitense che milita nel ruolo di offensive tackle per i Tennessee Titans della National Football League (NFL).

## Carriera

### Pittsburgh Steelers
Moore al college giocò a football a Texas A&M. Fu scelto nel corso del quarto giro (128º assoluto) nel Draft NFL 2021 dai Pittsburgh Steelers. Debuttò come professionista partendo come titolare nella gara del primo turno contro i Buffalo Bills. La sua stagione da rookie si chiuse con 16 presenze, tutte come titolare.

### Tennessee Titans
Il 10 marzo 2025 Moore firmó con i Tennessee Titans un contratto quadriennale del valore di 82 milioni di dollari.